# 단색화

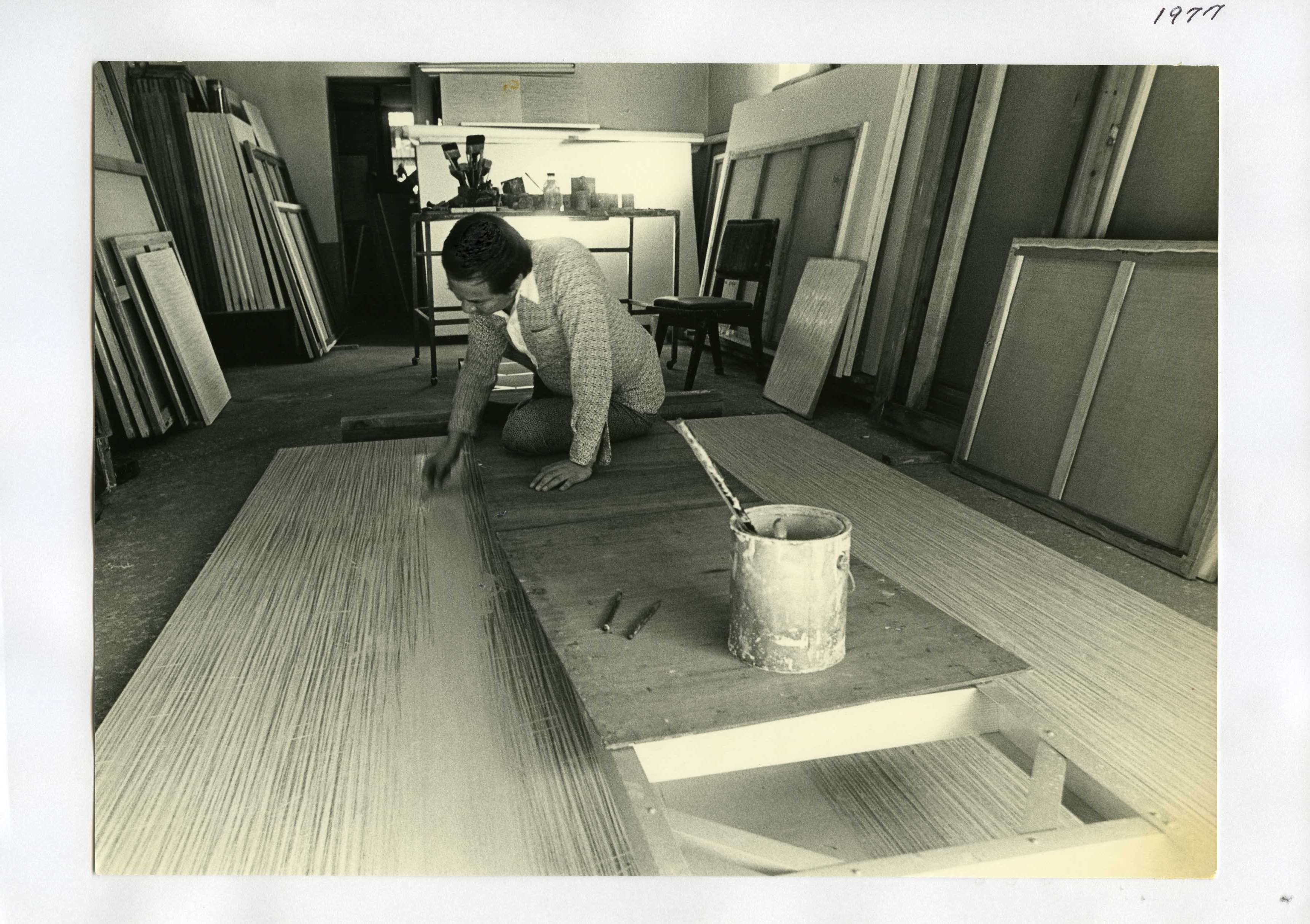

단색화(Dansaekhwa)는 한국 현대미술의 한 추상화 경향을 가리키는 미술용어이다.

## 유래
2000년 제3회 광주 비엔날레의 특별전으로 열린 <한일 현대미술의 단면>전을 기획·큐레이팅한 미술평론가 윤진섭이 처음 사용하기 시작한 용어로 알려져 있다. 2012년 과천 국립현대미술관의 <한국의 단색화>전 이후 한국어 명칭 ‘단색화’와 영문표기 ‘Dansaekhwa’를 내세운 것이 본격적인 시작이 되었다.
1975년 일본 도쿄화랑에서 권영우, 박서보, 서승원, 허황, 이동엽의 작품으로 기획한 <다섯가지의 흰색(白):한국 5인의 작가>전이 백색을 중심으로 한국 현대미술의 단색조 개념을 만드는데 영향을 끼쳤다고 알려져 있다.

## 정의
1970년대 한국 현대미술의 중심을 이룬 단색조의 미니멀리즘계 추상회화 작품들을 아우르는 말로 쓰이고 있다. 당시에는 ‘한국적 미니멀리즘’ 혹은 ‘한국 모노크롬 회화’로 불렸다. 2010년 중반 '단색화 열풍' 이후 단색화에 대한 보다 정교한 정의가 필요해졌고, 그 범주에 대해서도 논란이 많다.

## 범주
동일 주제에 대한 책 <단색화 미학을 말하다>의 내용에만 국한시켜 본다면, 소위 '단색화 1세대'라고 통칭되는 작가들 중에는 박서보, 윤형근, 정상화, 정창섭, 하종현 등이 있다.
1996년 2월 갤러리 현대에서 열렸던 <1970년대 한국의 모노크롬>전을 근거로 삼는다면, 대표적인 한국 모노크롬 작가는 정창섭, 윤형근, 김창열, 박서보, 정상화, 이우환, 하종현, 김기린, 이승조, 서승원, 최명영, 이동엽, 진옥선, 윤명로, 김진석, 이봉렬, 곽인식, 김홍석, 권영우 등이라고 말해볼 수도 있다. 이러한 작가 선정은 미술평론가 이일, 오광수, 김복영, 서성록의 견해를 바탕으로 한 것이다.

## 평가
미술평론가 심상용은 '단색화'가 오늘의 뜨거운 주제로 부상한 것은 단색조 회화를 다시 끄집어내어 재해석을 시도해야 할 학계나 비평계의 요구가 있었다고 보기 어렵다고 주장한다. 2010년대 중후반 갑자기 미디어를 통해 작품 거래와 가격 상승과 관련된 소식이 연일 들려왔고, 그에 따라 “학계, 전시 등도 모두 단색화에 집중하고 있는 듯 보이는" 상황이 펼쳐졌다. 단색화 열풍을 견인할 만한 시의적 조건이 부재한 상태에서 열풍을 이끄는 동력이 시장으로부터 왔다는 게 심상용의 의견이다. 시장의 과도한 개입이 인위적으로 그러한 현상을 조성했으며, 일련의 작가들에 대해 심층적인 접근과 성찰을 억압하는 신화화를 촉구함으로써 사태를 정리하기 더욱 어렵게 만들었다고 비평한다. 그 과정에서 ‘단색화'란 용어가 미술사적 적절성에 관한 학적 논의를 순차적으로 거치지 못하고 곧장 관례적으로 사용되어버렸다는 것이다.
단색화 작가로 불리는 작가들 자신도 그 용어에 대한 불편함을 말한다. 서구의 모노크롬 양식을 따르는 '한국의 모노크롬'이라는 단순 이해로부터 벗어나기 위한 노력의 일환으로 한국 명칭을 쓴 것은 의미가 있고 실제로 이러한 필요에 대해서는 이전부터 언급되어 오기도 했지만, '단색'이 여전히 색의 문제를 가리키기 때문에 서구 모노크롬의 흐름에서 어떤 고유성을 드러내기 어렵다고 지적하는 분위기다. 그러면서 작가들마다 조금씩 자기중심적으로 서로 다른 정의를 내리려고 한다. 애초에 '단색화'란 용어를 쓰기 시작한 평론가 윤진섭은 단색화의 요체로 '촉각성'과 '정신성', '행위성'을 꼽으며, 2014년 국제갤러리의 단색화의 예술>전시회를 위해 모인 7명의 작가의 작품 모두가 하나의 공간에서 겹치거나 스며드는 등 서로 맞물리며 궁극의 지점을 향해 나아간다고 설명한다.
단색화의 전신이라고 말하는 1970년대 모노크롬 계통의 작가들은 1980년대와 1990년대를 지나오면서 자신들이 새롭게 강조했던 자연과 세계에 대한 한국적 정서와 동양적 태도를 공통되게 강조하는 편이다. 그들에 의하면, 단색화라고 묶이는 작가들의 공통성은 조형 형식이나 방법론에 있는 것이 아니라 '태도'와 '정신'의 문제라는 것이다. 그러나 심상용은 그러한 정의는 너무나 추상적이고 관념적이라서 설득력을 잃는다고 비판한다.
거기서 한 발 더 나아가, 김정희 같은 미술사학자는 단색화의 기저에 1975년 도쿄화랑의 <다섯가지의 흰색: 한국 5인의 작가>전에서 만들어진'백색 담론'을 한국성으로 인식하는 자체가 일본적인 것이라고 꼬집었고, 심상용은 그것을 "식민지 미학의 어두운 그림자"라고까지 불렀다.
윤진섭의 '단색화'란 용어에 대해서도 심상용은 "상품출시와 관련된 브랜드 마케팅"을 닮았다고 비평하면서, 한국의 독자적 브랜드로 선전하기 위한 국제화 전략의 일환이었다고 평가한다. 그렇기 때문에 사조나 유파와는 상관없는 명칭이었다고 말하며, 그 담론적 기반이 빈곤하다고 짚는다. 심상용은 그렇게 '전략화'된 용어 선택은 오히려 담론을 옹색하게 만든다고 주장한다. 그 이유는 "전략적이라 함은 상대의 판단에 대한 효과적인 억압, 즉 주체의 절대화를 위해 상대를 지속적인 타자상태로 묶어두는 의지의 산물로서 개방이나 상호소통이 그 전제인 담론의 개방적 전개와 양립하기 어렵다"고 밝힌다.
2017년 런던 내셔널갤러리에서 <모노크롬: 흑백의 회화>전이 열렸다. 14세기부터 21세기까지 색채를 배제한 다양한 장르의 흑백 작품들을 전시하며 서구 미술 700여 년의 역사를 조망했다. 이 전시에 한국의 단색화가 포함되지 않은 것에 대해 서로 다른 해석과 추측이 나왔다. 내셔널갤러리의 전시를 4년간 준비했다는 큐레이터는 상업 갤러리 일부에 한국 단색화가 해외에 알려졌지만 학계 인지도가 매우 낮다고 의견을 밝혀 단색화 열풍이 거품이라는 미디어의 의심을 더욱 자극했다. 기껏해야 그 전시의 도록 서문에 흑백만 사용하는 한국의 미니멀리스트 화가라면서 박서보의 이름이 간략하게 언급된 것으로 한국의 소개는 끝났다.
하지만 일각에서는, 내셔널갤러리의 <모노크롬: 흑백의 회화>전은 현대회화의 혁신을 집중적으로 조망하기보다 서구 회화사에서 색채를 배제한 회화를 선별하여 그로써 색채의 의미를 재조명하고 무엇보다 서구 미술사의 사적 고찰에 충실한 박물관 전시였기 때문에 한국의 단색화가 포함되기에 적합한 자리가 아니라는 의견도 내놓는다. 캔버스에 유화를 기본으로 하는 서구회화에서는 색의 억제나 배제는 이례적인 것이라서 ‘모노크롬’이 관례적인 회화의 존재 요건을 되묻는 파격이 되지만, 종이와 먹을 기본으로 채색보다 수묵을 우위에 두는 동아시아 문화권에서는 만약 '모노크롬'전을 연다면 도리어 색의 사용을 이례적인 경우로 비교하게 될 것이라는 것이다.
결국, 단색화는 서구미술과 한국미술의 공통점과 차이 중 어느 쪽에 더 강조점을 두고, 또한 그 강조점을 얼마나 성공적으로 설득할 수 있느냐로 입장과 시각이 다른 사람들 간에 끊임없이 담론을 생산해내는 용어이자 주제 개념이 될 것으로 보인다.

## 사용
2015~2016년에 '단색화 열풍'이 일어나 국내외 미술시장에 활기를 주게 되었다.
해외에서는 미국의 미술사학자 조안 키(Joan Kee)가 2013년 출판한 <Contemporary Korean Art: Tansaekhwa and the Urgency of Method>에서 'Tansaekhwa'라고 영어 이름을 표기하는 것으로 시작했지만, 현재는 해외에서도 일반적으로 Tansaekhwa보다는 Dansaekhwa라고 불리고 있다.

## 관련 전시
- 2012. 한국의 단색화, 국립현대미술관, 과천.
- 2012. 한국의 단색화, 전북도립미술관, 완주.
- 2014. Overcoming the Modern Dansaekhwa: The Korean Monochrome Movement, Alexander Gray Associates, New York, USA.
- 2014. From all Sides: Dansaekhwa on Abstraction, Blum and Poe(LA), LA, USA.
- 2014. 단색화의 예술, 국제갤러리, 서울.
- 2015. 단색화, 아트이슈 프로젝트, 타이페이, 대만.
- 2015. 아방가르드 아시아: 한국 단색 미학, 소더비 전시장, 홍콩.
- 2015. 단색화, 국제갤러리 주관, 팔라죠 콘타리니 폴리냑, 베니스, 이탈리아.
- 2015. 한국현대미술의 테이블: II. 단색화 - 박서보 & 윤형근 & 이강소 & 이우환 & 이동엽 & 정상화 & 정창섭 & 하종현, 리안 갤러리, 대구.
- 2016. Dansaekhwa, The Boghossian Foundation - Villa Empain, Brussels, Belgium.
- 2018. 한국의 추상미술: 김환기와 단색화, 파워롱 미술관, 상하이, 중국.

## 관련 논문
- 이승현, 〈물질과 행위로 보는 단색화의 기원과 차이〉, 《현대미술사연구》 46, 현대미술사학회, 2019년
- 강묘수, 〈단색화 전통의 계승과 확장 - 마크 로스코와 하종현의 마주침, 그리고 〈빛의 숭고〉〉, 《기초조형학연구》 25-2, 한국기초조형학회, 2024년